# 目黒区立田道小学校
目黒区立田道小学校（めぐろくりつ でんどうしょうがっこう）は、東京都目黒区目黒1丁目にある公立小学校。

## 沿革
- 1931年（昭和6年）7月25日[1] - 田道尋常小学校として創立開校。
- 1944年（昭和19年）8月 - 戦局の悪化により、福島県へ疎開。
- 1945年（昭和20年）
  - 4月 - この月と5月にわたり、空襲の被災者を本校に収容。
  - 10月 - 終戦により、疎開先から児童などが帰郷。空襲で校舎が被災した下目黒小学校と日出学園の児童も本校にて授業を行った。
- 1963年（昭和38年）度 - 現校舎建築[2]。
- 2012年（平成24年）10月20日 - 開校80周年記念式典挙行し、記念行事開催[3]。
- 2022年（令和4年）11月19日 - 開校90周年記念式典挙行[4]。

## 教育目標
- ◎よく考えて 進んで行う子
- ○心ゆたかで 思いやりのある子
- ○健康で 最後までやりぬく子
- この他、年度ごとの重点教育目標も設定されている。

## 通学区域と進学先中学校
出典

### 通学区域
- 中目黒4丁目（7番～10番）
- 三田1丁目（全域）
- 三田2丁目（全域）
- 目黒1丁目（全域）
- 目黒2丁目（1番～3番、13番～15番）
- 目黒3丁目（1番～3番）

### 進学先中学校
公立学校に進学する場合
- 目黒区立大鳥中学校

## アクセス
- 東急バス渋72系統「中里橋」バス停（新茶屋坂通り）下車後、
  - 五反田駅・目黒不動尊・清水方面のりばから、徒歩約305m・約5分（目黒川沿いの道路を移動した場合）。
  - 渋谷駅東口方面のりばから、徒歩約365m・約6分（目黒清掃工場緩衝緑地内の歩道を移動した場合）。
    - なお、「五反田駅」方面のりば付近の新茶屋坂通りには横断歩道は設置されてないため、渋谷駅東口方面へは、目黒川沿いの道路からだと、若干の遠回りとなる。

  - なお、「渋72」系統は「田道小学校入口」バス停（都道317号線沿い）も通るが、「中里橋」バス停で降りるより、若干距離が延びる。

## 学校周辺
- 目黒清掃工場緩衝緑地 - 目黒区道をはさみ、敷地が隣接。
- 奉優会田道ふれあい館
- 東京二十三区清掃一部事務組合目黒清掃工場
- 目黒川
  - 目黒川の桜並木
- 東京都道317号環状六号線
- なお、学校周辺には中小規模のマンション・アパートなどが点在するほか、目黒川をはさんだ対岸側には、目黒区民センター（区民センター児童館）・目黒区立図書館目黒区民センター図書館・目黒区民センター公園がある。